# Phytoecia aterrima
Phytoecia aterrima là một loài bọ cánh cứng trong họ Cerambycidae.